# Анг Тонг
Анг Тонг е една от 76-те провинции на Тайланд. Столицата ѝ е едноименния град Анг Тонг. Населението на провинцията е 269 419 жители (2000 г. – 67-а по население), а площта 968,4 кв. км (71-ва по площ). Намира се в часова зона UTC+7. Разделена е на 7 района, които са разделени на 81 общини и 513 села.